# Institut für Virologie der Universität Marburg

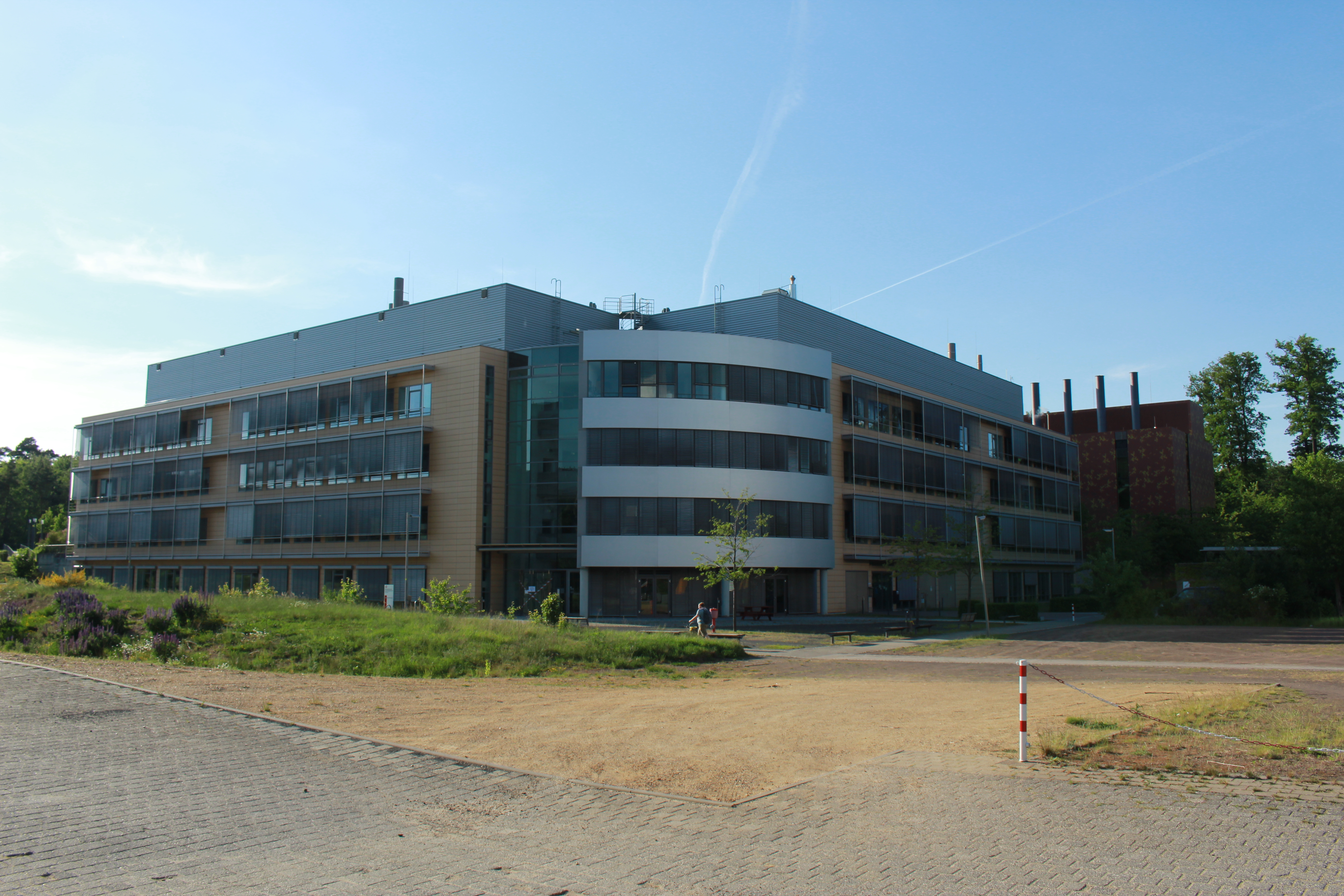
Biomedizinisches Forschungszentrum Marburg, in dem das Institut für Virologie untergebracht ist.

Das Institut für Virologie der Universität Marburg befasst sich mit der Erforschung von Virusinfektionen, die wesentlich durch den Erregerwechsel zwischen Tier und Menschen geprägt sind. Hierzu gehören u. a. die Influenzaviren des Menschen und der Tiere. Die Marburger Virologen befassen sich darüber hinaus mit einer ganzen Reihe anderer zoonotischer Erreger, bei denen es sich in der Regel um neue Viren (emerging viruses) handelt. Diese Arbeiten, die in der Entdeckung des Marburgvirus bereits vor längerer Zeit einen ersten Höhepunkt fanden, wurden später durch Untersuchungen an Ebola-Viren und Lassa-Viren (Lassafieber) erweitert und so systematisch zu einem Schwerpunkt auf dem Gebiet der hämorrhagischen Fieber und anderer gefährlicher Virusinfektionen ausgebaut.
Dem Institut für Virologie angeschlossen ist die Arbeitsgruppe Parasitologie, die sich mit Forschungsarbeiten an Plasmodien, Trypanosomen und Toxoplasma befasst.
Zu den Aufgaben in der Lehre gehören die Ausbildung der Studenten der Medizin und der Zahnmedizin im vorklinischen und klinischen Unterricht, die Ausbildung von Pharmazeuten, Humanbiologen und Biologen in Grund- und Hauptstudium.
Auf dem Gebiet der mittelbaren Krankenversorgung führt das Institut virusdiagnostische Untersuchungen für das Klinikum und für auswärtige Einsender durch. Das Institut ist Konsiliarlabor des Robert Koch-Instituts für Filoviridae.
Die Gesamtleitung der Marburger Virologie ist ab 1. Dezember 2007, zeitgleich mit der Einweihung des Instituts-Neubaus, von Hans-Dieter Klenk auf Stephan Becker übergegangen.

## BSL4-Labor
Das Institut verfügt zur Durchführung der Arbeiten an Viren über ein Hochsicherheitslabor. Erreger sollen hier ausbruchssicher erforscht werden können, um damit neue Diagnosemethoden, Impfstoffe und Therapien zu entwickeln. Nebeneinander können bis zu vier Forscher in Vollschutzanzügen im Labor je bis zu drei Stunden arbeiten, das über drei Schleusen zugänglich ist.
Das Laborgebäude verfügt über eine Nutzfläche von 663 Quadratmetern, wovon 285 Quadratmeter Laborfläche sind. In vier Geschossen untergebracht ist die technische Ausstattung, welche die Forschung im mittleren Stockwerk ermöglicht. Die Laboretage ist ein hermetisch gekapselter Bereich. Rund die Hälfte der Baukosten von 11,5 Millionen Euro, finanziert von Land und Bund, waren Kosten für Technik.
Hinsichtlich der Diagnostik von Viruserkrankungen arbeitet das Marburger BSL-4-Labor eng mit dem Kompetenzzentrum für importierte hochpathogene lebensbedrohliche Krankheiten in Frankfurt zusammen und ist so mit der Isolierstation am Klinikum der Johann-Wolfgang-Goethe Universität verbunden, die hessenweit Patienten mit hochkontagiösen, lebensbedrohlichen Erkrankungen betreut.